# Países Baixos nos Jogos Olímpicos de Verão de 2004
Os Países Baixos competiram nos Jogos Olímpicos de Verão de 2004, em Atenas, na Grécia.

## Medalhas
| Atleta                    | Esporte | Evento                | Medalha |
| ------------------------- | ------- | --------------------- | ------- |
| Pieter van den Hoogenband | Natação | 100 m livre masculino | Ouro    |

## Desempenho

### Natação
Masculino
| Atleta(s)                 | Evento      | Eliminatórias | Eliminatórias | Semifinal   | Semifinal   | Final       | Final           |
| Atleta(s)                 | Evento      | Tempo         | Posição       | Tempo       | Posição     | Tempo       | Posição         |
| ------------------------- | ----------- | ------------- | ------------- | ----------- | ----------- | ----------- | --------------- |
| Johan Kenkhuis            | 50 m livre  | 22s58         | 18º           | Não avançou | Não avançou | Não avançou | Não avançou     |
| Pieter van den Hoogenband | 50 m livre  | 22s56         | 17º           | Não avançou | Não avançou | Não avançou | Não avançou     |
| Pieter van den Hoogenband | 100 m livre | 48s70         | 1º            | 48s55       | 2º          | 48s17       | Medalha de ouro |

### Remo
Masculino
| Equipe       | Evento        | Eliminatórias | Eliminatórias | Repescagem | Repescagem | Semifinal | Semifinal | Final   | Final                |
| Equipe       | Evento        | Tempo         | Posição       | Tempo      | Posição    | Tempo     | Posição   | Tempo   | Posição (Pos. final) |
| ------------ | ------------- | ------------- | ------------- | ---------- | ---------- | --------- | --------- | ------- | -------------------- |
| Dirk Lippits | Skiff simples | 7m21s19       | 3º R          | 7m01s39    | 2º S A/B/C | 7m05s94   | 5º FC     | 6m58s20 | 4º (16º)             |